# Untere Wümmeniederung, untere Hammeniederung mit Teufelsmoor
Untere Wümmeniederung, untere Hammeniederung mit Teufelsmoor este o arie protejată (sit de importanță comunitară — SCI) din Germania întinsă pe o suprafață de 4.153,32 ha, integral pe uscat.

## Localizare
Centrul sitului Untere Wümmeniederung, untere Hammeniederung mit Teufelsmoor este situat la coordonatele 53°14′12″N 8°50′44″E / 53.2367°N 8.8456°E.

## Înființare
Situl Untere Wümmeniederung, untere Hammeniederung mit Teufelsmoor a fost declarat sit de importanță comunitară în iunie 2000 pentru a proteja 1 specie de plante și 8 specii de animale.

## Biodiversitate
Situată în ecoregiunea atlantică, aria protejată conține 11 habitate naturale: Lacuri eutrofice naturale cu vegetație de tip Magnopotamion sau Hydrocharition, Lacuri și iazuri distrofice naturale, Pajiști cu Molinia pe soluri calcaroase, turboase sau argilos-nămoloase (Molinion caeruleae), Liziere de ierburi înalte hidrofile de câmpie și de nivel montan până la alpin, Fânețe de joasă altitudine (Alopecurus pratensis, Sanguisorba officinalis), Mlaștini oligotrofe degradate, capabile încă de regenerare naturală, Mlaștini turboase de tranziție și turbării mișcătoare, Depresiuni pe substraturi de turbă de Rhynchosporion, Păduri acidofile de stejar bătrân cu Quercus robur pe câmpii nisipoase, Mlaștini împădurite, Păduri aluvionare cu Alnus glutinosa și Fraxinus excelsior (Alno-Padion, Alnion incanae, Salicion albae).
La baza desemnării sitului se află mai multe specii protejate:
- plante (1): Luronium natans
- mamifere (1): vidră de râu (Lutra lutra)
- nevertebrate (2): Anisus vorticulus, libelule (Leucorrhinia pectoralis)
- pești (5): Cobitis taenia Complex, Lampetra fluviatilis, țipar (Misgurnus fossilis), Petromyzon marinus, somonul (Salmo salar)

Pe lângă speciile protejate, pe teritoriul sitului au mai fost identificate 6 specii de plante.